# Trường Trung học phổ thông Thanh Oai A
Trường Trung học phổ thông Thanh Oai A với tên gọi ban đầu là trường cấp 3 Thanh Oai được thành lập tháng 9 năm 1965 trên cơ sở chuyển 01 lớp 9 từ trường cấp 3 Ứng Hòa và tuyển mới 02 lớp 8 của năm học 1965-1966.
Trong những năm đầu từ 1965 đến 1973 ngoài địa điểm chính thức tại thôn Văn Quán, xã Đỗ Động thì thầy và trò nhà trường đã học tập tại các địa điểm: Nhà thờ Thôn Trình Xá, Đền Hồ thôn Kim Bài, thôn Ngọc Liên, Đến nay trường THPT Thanh Oai A đã trở nên khang trang với đầy đủ phòng học văn hóa, phòng học bộ môn, thư viện, phòng thí nghiệm và khu nhà làm việc. Năm 2015 nhà trường đã được UBND thành phố Hà Nội công nhận là trường đạt chuẩn Quốc gia.
Các gương mặt tiêu biểu học sinh của nhà trường từ năm 1965 có: Giáo sư-Tiến sĩ- Bộ trưởng Bộ Giáo dục và Đào tạo Phạm Vũ Luận, nguyên Tổng Giám đốc Đài tiếng nói Việt Nam Nguyễn Đăng Tiến, nguyên thứ trưởng Bộ Giao thông vận tải Lê Mạnh Hùng, thiếu tướng Hà Văn Hảo và nhiều tướng lĩnh, sĩ quan cao cấp của QDND Việt Nam.

## Lãnh đạo các thời kỳ

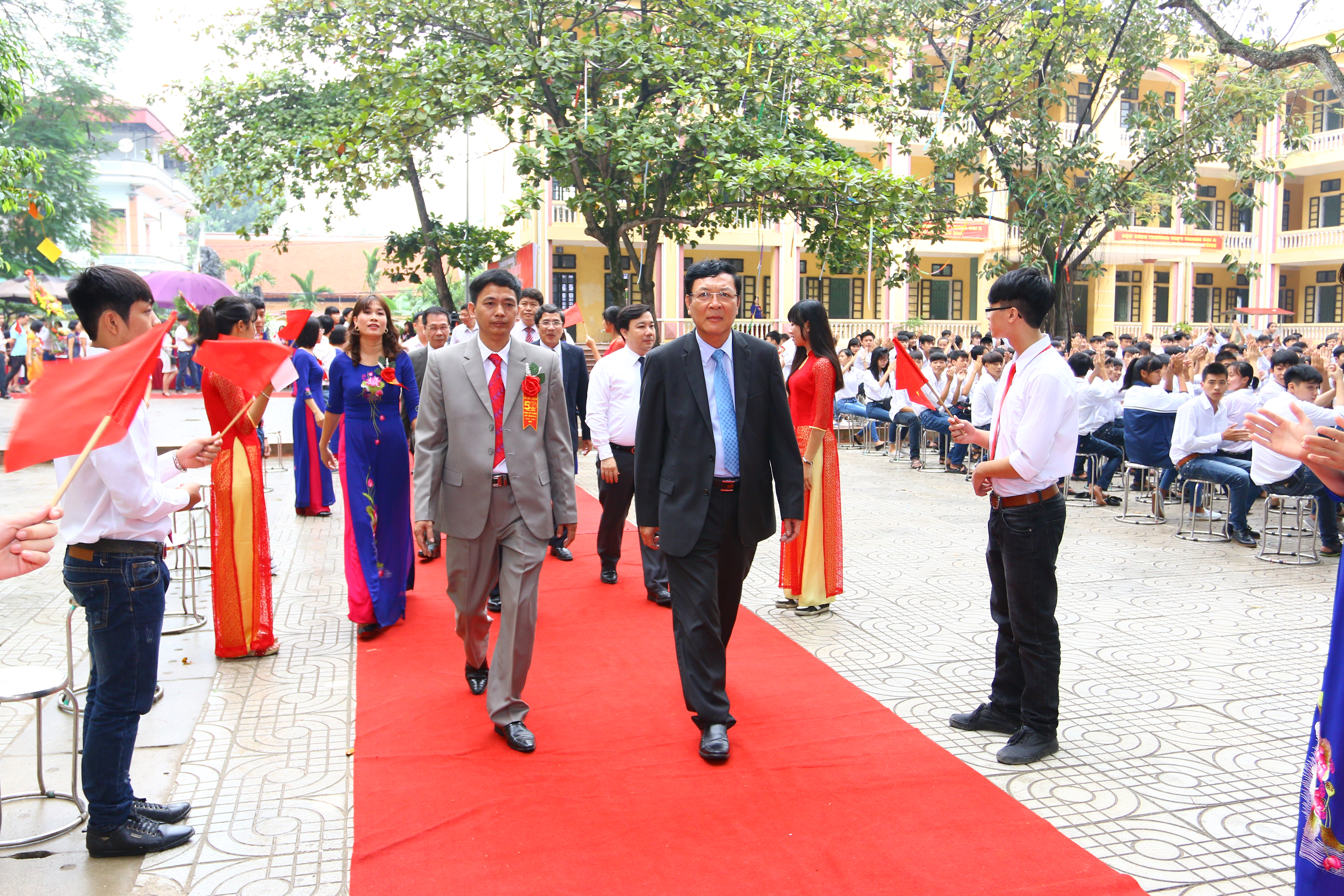

| HỌ VÀ TÊN          | MÔN         | CHỨC DANH        | NHIỆM KỲ  | GHI CHÚ |  |
| ------------------ | ----------- | ---------------- | --------- | ------- |  |
| Trịnh Sỹ Thứ       | Hóa học     | Phụ trách trường | 1965      |         |  |
| Nguyễn Huy Cầu     | Chính trị   | Hiệu trưởng      | 1966-1972 | Đã mất  |  |
| Trần Hòa           | Chính trị   | Hiệu trưởng      | 1972-1975 |         |  |
| Phạm Đình Phùng    | Chính trị   | Hiệu trưởng      | 1975-1978 | Đã mất  |  |
| Lê Quỳnh Lưu       | Lịch sử     | Hiệu trưởng      | 1978-1984 |         |  |
| Nguyễn Hữu Hội     | Ngữ văn     | Hiệu trưởng      | 1984-1998 | Đã mất  |  |
| Nguyễn Đức Toán    | Ngữ văn     | Hiệu trưởng      | 1998-2008 | Đã mất  |  |
| Nguyễn Ngọc Lê     | Sinh học    | Phụ trách trường | 2005      |         |  |
| Nguyễn Văn Chính   | Sinh học    | Hiệu trưởng      | 2008-2013 |         |  |
| Nguyễn Xuân Trường | Toán        | Phụ trách trường | 2013-2014 |         |  |
| Nguyễn Xuân Trường | Toán        | Hiệu trưởng      | 2014-     |         |  |
| Nguyễn Văn Điến    | Toán        | Hiệu phó         | 1972-1974 |         |  |
| Bùi Đình Đạt       | Sinh học    | Hiệu phó         | 1972-1976 |         |  |
| Trần Tân           | Sinh học    | Hiệu phó         | 1977-1978 | Đã mất  |  |
| Ngô Chí Mai        | Chính trị   | Hiệu phó         | 1974-1978 |         |  |
| Nguyễn Ngọc Thành  | Toán        | Hiệu phó         | 1979-1984 |         |  |
| Quách Mộng Đấu     | Toán        | Hiệu phó         | 1984-1986 |         |  |
| Nguyễn Hữu Hội     | Ngữ văn     | Hiệu phó         | 1982-1984 |         |  |
| Nguyễn Đức Toán    | Ngữ văn     | Hiệu phó         | 1986-1998 |         |  |
| Nguyễn Xuân Đồng   | Toán        | Hiệu phó         | 1999-2005 |         |  |
| Tạ Minh Thu        | KTCN        | Hiệu phó         | 2000-2013 |         |  |
| Nguyễn Ngọc Lê     | Sinh học    | Hiệu phó         | 2006-2008 |         |  |
| Nguyễn Văn Bê      | Ngữ văn     | Hiệu phó         | 2007-2009 |         |  |
| Nguyễn Xuân Trường | Toán        | Hiệu phó         | 2010-2013 |         |  |
| Nguyễn Thị Hạnh    | Lịch sử     | Hiệu phó         | 2013-     |         |  |
| Trần Thu Thu Hiền  | Toán        | Hiệu phó         | 2016-     |         |  |
| Lê Đình Chiến      |             |                  |           |         |  |
| Nguyễn Hồng Quang  | Hiệu trưởng |                  |           |         |  |

## Cơ sở vật chất
Thời gian đầu trường chỉ có 03 gian nhà tranh tre nứa lá cho 03 lớp học, sau đó có 03 phòng học cấp 4 được xây dựng cùng với các phòng học tạm và dãy nhà làm việc bằng tranh tre, hôm nay trên diện tích hơn 1ha hiện lên 1 ngôi trường khang trang với 37 phòng học cao tầng kiên cố với đầy đủ các công trình phụ trợ đã được công nhận đạt chuẩn quốc gia.

## Thành tích nổi bật
+ Bằng khen của Bộ Giáo dục và Đào tạo: 2005 và 2015;
+ Chứng nhận trường đạt chuẩn Quốc gia: 2015.
+ Bằng khen của chủ tịch UBND thành phố Hà Nội năm 2017
+ Năm 2010 có 02 học sinh đỗ thủ khoa Đại học.
+ Từ năm 2011 đến nay, hàng năm có trên 170 học sinh khối 12 đỗ vào các trường Đại học công lập.